# Command.com
COMMAND.COM is de meest gebruikte shell in MS-DOS. Deze voert opdrachten van de gebruiker uit, voordat andere programma's dat overnemen.
Onder Windows NT is COMMAND.COM vervangen door cmd.exe, die ook ondersteuning geeft voor langere bestandsnamen. 

## Basisopdrachten
Zowel COMMAND.COM als cmd.exe hebben enkele basisopdrachten zoals:
ECHO tekstSchrijft "tekst" op het scherm.
COPY bestand bestand2Kopieert "bestand" naar "bestand2".
MOVE bestand bestand2Verplaatst/hernoemt "bestand" naar "bestand2".
CD mapOpent directory "map".
DIRGeeft de inhoud van de huidige directory weer.
De kleine letters zijn parameters, deze moeten vervangen worden door extra informatie bij de opdracht. De commando's zelf zijn niet hoofdlettergevoelig.
MS-DOS-batchbestanden werden vaak gebruikt om meerdere opdrachten achter elkaar uit te voeren. AUTOEXEC.BAT is hier een voorbeeld van.